# Ingo Endemann
Ingo Endemann (* 4. März 1969 in Neuss) gilt als einer der ersten Internet-Unternehmer in Deutschland. Er entwickelte Konzepte zur gewerblichen Nutzung und Monetarisierung des Internets in Deutschland und gründete mehrere Unternehmen.
Nach dem Abitur machte Endemann eine Ausbildung zum Werbekaufmann und arbeitete anschließend in der Werbebranche. Im April 1996 gründete er die Werbeagentur Endemann!! Full-Service GmbH, die Internetplattformen im Bereich Informationsservices, E-Commerce und interaktiver Unterhaltung anbot sowie als erster deutscher Internet-Suchmaschinenbetreiber gilt. Auf dem deutschen Markt hatte Endemann mit seinen Internet-Angeboten anfangs eine Alleinstellung inne. Zur Finanzierung der Internetplattformen vermarktete Endemann die Direktschaltung von Werbeflächen, sodass er seine Onlinedienste kostenlos anbieten konnte. Das Wachstum ermöglichte es ihm, sich gezielt an anderen Start-Ups zu beteiligen und sein Angebot weiter auszubauen. 1998 konnte die Endemann!! Full-Service GmbH einen Umsatz von 1,3 Millionen DM erzielen und erreichte damit die Gewinnschwelle. Anfang 1999 wurde sie in die Endemann!! Internet AG umgewandelt und ging am 10. März desselben Jahres im Segment Neuer Markt an die Börse. Beim Börsengang stieg der Aktienkurs am ersten Tag von 23 € auf 106 €. Ab August 2001 firmierte das Unternehmen als Abacho AG und musste wegen des drastischen Kursverfalls vom Segment Neuer Markt in den geregelten Markt wechseln.
Mit der Advenda Media AG gründete Endemann im Juni 2000 einen der ersten Online-Vermarkter in Deutschland (heute Teil des Hi-Media-Konzerns, Paris) und mit der Ferien AG Holidayholding im April 2000 einen der ersten deutschen Last-Minute-Online-Reiseveranstalter, der im Jahr 2005 von der TUI AG gekauft wurde. Im Bereich Web 2.0 gründete Endemann 2005 die MyHammer AG, die zu Deutschlands führendem Online-Auktionshaus für Handwerksaufträge wurde, und die später in die Abacho AG eingebracht wurde. 2007 kaufte die Verlagsgruppe Georg von Holtzbrinck Ingo Endemanns Anteile an der Abacho AG. Endemann leitete das Unternehmen anschließend noch bis Anfang 2008 als Vorstandsvorsitzender. Nach seinem Ausstieg bei der Abacho AG gründete Endemann im Juni 2008 die Smart Ventures Unternehmensbeteiligung GmbH, ein Unternehmen für Risikokapital bei Firmenneugründungen. 2018 gründete er GO-GASTRO!. Der Internetdienst ist eine Jobbörse für Personal in der Gastronomie und Hotellerie.